# شقب (تعز)
شقب هي إحدى قرى الجمهورية اليمنية. تتبع جغرافيا لمحافظة تعز وإداريًا لمديرية التعزية. يبلغ تعداد سكانها 5274 نسمة حسب الإحصاء الذي أجري عام 2004.